# Spálený Mlýn (Malá Úpa)
Spálený Mlýn (německy Mohornmühle) je částí obce Malá Úpa nacházející se ve východních Krkonoších.
Místní část Malé Úpy Spálený Mlýn se nachází na území Krkonošského národního parku v centrální části Krakonošova údolí mezi Pěnkavčím vrchem, Kraví horou a Dlouhým hřebenem. Leží v hlubokém údolí říčky Malé Úpy v prostoru jejího soutoku s Jelením potokem a dnes bezejmenným potokem s dřívějším německým názvem Plader Bach. Původně nesla lokalita název Mohornův Mlýn, ovšem poté co původní mlýn stojící na levém břehu řeky vyhořel, vžil se název současný. V roce 1779 v tomto mlýně přenocoval císař Josef II.
Převážnou část zástavby tvoří typické krkonošské chalupy, stojí zde ale i několik pozdějších staveb vybudovaných k ubytovacím účelům. Dno údolí zaujímá poměrně velké parkoviště. Ve východním svahu stojí socha Krakonoše a vedle ní tzv. Čertův mlýn, což je model mlýna s pohyblivými pohádkovými postavami poháněnými vodou.
Podél říčky Malé Úpy prochází Spáleným Mlýnem silnice II/252 z Pomezních Bud do Trutnova. Turistickým rozcestím procházejí modře značená turistická trasa 1813 Pec pod Sněžkou - Malá Úpa (kostel), zeleně značená trasa 4250 Pec pod Sněžkou - Horní Maršov a výchozí je tu žlutě značená trasa 7220 na Pomezní Boudy. Dále jsou tudy vedeny další místní značené trasy a naučná stezka.